# Hoekenburg (Rijswijk)
Hoekenburg of Golstein was een kasteel in het Nederlandse dorp Rijswijk, provincie Gelderland. 

## Geschiedenis
Het is niet duidelijk wanneer Hoekenburg is gebouwd. In de 11e eeuw waren er wel Heren van Rijswijk, maar onduidelijk is of zij allen betrekking hadden op het Gelderse Rijswijk en of zij in deze plaats dan ook een kasteel bezaten.
De naam Hoekenburg is afkomstig van Dirck (de) Houck, die aanwijsbaar rond 1600 in het huis woonde, maar het waarschijnlijk in het laatste kwart van de zestiende eeuw heeft laten bouwen. Hij was gehuwd met Aleid van Montfoort, een dochter van Lodewijk van Montfoort en Anna Forter, dochter van de in Rijswijk woonachtige Cornelis Forter, die als edelman werd beschouwd. Alle worden in leenakten van de graven van Culemborg vermeld. In 1655 wordt het goed omschreven als 'een boomgaard met timmeragie daarop, genaamd de Hoekenburg, met een akker land tezamen groot 2 morgen 4,5 hont'. In 1768 heet het 'het adellijk huis Hoekenburg, schuur en koetshuis, deels leenroerig aan Culemborg, deels allodiaal'. Tevens bestonden de bezittingen uit een overdekt gestoelte en een grafkelder van de familie Van Goltstein in de kerk van Rijswijk.
De tweede naam voor dit kasteel ontstond door het huwelijk van de erfdochter Anna Magdalena de Houck (overleden in 1626) met Willem van Goltstein, en daarmee ouders van Joost van Goltstein tot de Hoekenburg, die in de zeventiende eeuw optrad als lingegraaf en heemraad van de Nederbetuwe. Hij was op zijn beurt gehuwd met Maria de Bedarides, weduwe van de kapitein in Staatse dienst Bonaventura van Bodeck tot Elgau.
Aan het einde van de zeventiende eeuw kwam het kasteel door belening in handen van Johan Baptista Bartolotti van den Heuvel tot Beugling, heer van Rijnenburg en Blijwerven. Na zijn overlijden ging het kasteel via zijn weduwe - een lid van de familie Van Goltstein - in 1722 in handen van de echtgenote van Matthias Blanken, kapitein en majoor-commandant van de stad, kasteel en forten van Hoei. In 1737 werd de Amsterdamse koopman Constantijn Gerard Nobel kortstondig eigenaar. Hij overleed weliswaar in 1781, maar reeds in 1754 werd een Gotlob Court Hendrik graaf van Tottleben en vervolgens een Christoffel Albert baron van Hammerstein met Hoekenburg beleend. In 1760 verwierf de Rotterdamse oud-schepen Mr. Thijmon van Schoonhoven het huis, waarna in 1768 via de Rijswijkse predikant Nicolaas Vonk de eerdergenoemde Constantijn Nobel het kasteel weer terug in handen kreeg.
In 1781 kreeg de Betuwse familie Van Brakell de Hoekenburg in eigendom. Begin negentiende eeuw erfde Benjamin Johan Cornelis Hogendijk van Domselaar het kasteel. De laatste eigenaren waren de familie van Kneppelhout van Sterkenburg.
In 1882 ontdekte Jacobus Craandijk bij een bezoek aan Rijswijk het toegangshek van de Hoekenburg. De heer Kneppelhout van Sterkenburg toonde hem foto’s van het enkele jaren eerder afgebroken kasteeltje. Craandijk gaf de volgende beschrijving:
"De eenvoudige voorgevel had niets bijzonders, dan het achtkantige torentje. Schilderachtiger vertoonden zich de digt begroeide achtermuren, met twee ongelijke trapgevels."

## Beschrijving
Er is weinig bekend over het uiterlijk van de Hoekenburg. Een tekening van Jacobus Stellingwerf uit begin 18e eeuw toont een huis met torens, maar deze weergave zal op fantasie berusten. Een topografische kaart van 1843 toont de ligging van de Hoekenburg. Van der Aa beschreef in 1844 de Hoekenburg als een adellijk huis met boomgaard, een tuin en een plantsoen. De 19e-eeuwse foto’s en de beschrijving hiervan door J. Craandijk maken duidelijk dat het kasteeltje een achtkantig torentje aan de voorzijde had en twee 16e-eeuwse schoudergevels aan de achterzijde.
Aalst · Aardenburg · Acquoy · Aerdt · Agistaldaburg · Ahof · Aldenhaag · Aller · Ambe · Ammersoyen · Ampsen · Andelst · Angeroyen · Appelburg · Appelse walburg · Appeltern · Arler · Baak · Babberich · Baer · Baerle · Bakerbosch · Balgoij · Barlham · Batenburg · Beek · Beerenclaauw · Bemmel · Bevervoorde · Bergh · Biljoen · Bingerden · Blankenborg (Laren) · Blankenborg · Blauwe Huis · Blokhuis (Ravenswaaij) · Boelenham · Boetselaersborg · Borculo · Boswaai · Brakel · Den Brakel · Den Bramel · Bredevoort · Broekhuizen · Bronkhorst · Bruchem · Bruinhorst · Brunsberg · Bulkestein · Bunswaard · Burcht van Tiel · Buren · De Buurse · Byland · Byvanck · Caetshage · Camphuysen · De Cannenburch · de Cloese · Coldenhove · Culemborg · Dedinckweerd · Delwijnen · Didam · Diepenbroek · Hof te Dieren · Huis Dijck · Dikke Tinne · Doddendaal · Dodewaard · Doornenburg · Doornik · Doorwerth · Dooyenburg · Dorth · Doseburg · Drakenburg · Dreumel · Druten · Duivelshuis · Eerbeek · De Ehze · Elburg · Eldrik · Emmerik · Engelenburg · Groot Engelenburg · Engelrode · Enghuizen · Enspijk · De Essenburgh · Essenpas · Est · Fokkinck · Gameren · Geerestein · Geldermalsen · De Gelderse Toren · Geldersweerd · Gellicum · Gendt · Gennepestein · Glindhorst · Goudenstein · ‘s-Grevenhoef · Groot Hell · Groenlo · Groesbeek · Huis te Groesbeek · Grunsfoort · Gulden Spijker · Hackfort · Hackforts Veenhuis · Hagen · Hagevoort · Hamerden · Hanepol · Harreveld · Harslo · Hassink · Het Haveke · Hedel · Heeckeren · De Heegh · Hees · De Heest · Hellouw · Hemmen · Hernen · Motte van Hernen · Heumen · Heusden · Hoekelum · Hoekenburg · De Hoeve · De Hof · Hof d'Ooy · Hof van Arkel · Huis het Holt · Holthuis · Het Holtslag · Ter Horst · Houberg · St. Hubertus · Huissen · Hulhuizen · Hulkestein · Hulsen · Hunneschans bij De Duno · Hunneschans bij Uddel · Jonker Bloo · 't Joppe · De Kamp · Karssenberg · Kemnade · Keppel · Kermestein · Kernhem · Kervel · Kiefskamp · De Kinkelenburg · Klein Enghuizen · Kleverburg · Kortenhoeve · Laag Helbergen · Lakenburg · Landfort · Langen · Latenstein · De Lathmer · Lathum · Ter Lede · Leegpoel · Leemcuyl · Leeuwen · Leeuwenbergh · Lensenburg · Lent · Leur · Leuvenum · Leyenburg · Lichtenvoorde · Lievenstein · Loenen · Loevestein · Loil · Loowaard · Luynhorst · Hof te Maasbommel · Magerhorst · Malburgen · Malderburcht · Malsen · Manhorst · Marhulsen · De Marsch · Marveld · Mathena · Maurik · Medel · Medestein · 't Medler · Meinerswijk · De Mellard · Mensink · Mergelp · Meteren · 't Meyerink · Middachten · Millingen · Mussenberg · Nagelhorst · Nederhagen · Nederhemert · Neerijnen · Huis Neerijnen · De Nesch · Nettelhorst · Nieuwe Blokhuis ·  Nijburg · Nijenbeek · Old Putten · Notenstein · Nye Huis · Olde Spijker · Oldenaller · Oldenhof (Driel) · Oldenhof (Heteren) · De Ooij · Oolde · Oud Oolde · Oosterhout · Ophemert · Opijnen · Oud Ampsen · Oude Blokhuis · Het Oude Loo · Oude Voorst · Oudenborch · Oud-Wisch · Huis te Overasselt · Overeng · Overhagen · Overlaar · 't Oye · Palmestein · De Parck · Persingen · Plekenpol · Ploen · Pluimenburg · Poederoijen · Poelwijck · Poelwijk · De Pol (Dreumel) · Huis de Poll (Huis te Gietelo) · De Poll (Huissen) · Pollenbering · Pollenstein · Puttenstein · Het Raasink · Ravenhorst · De Rees · Ressen · Reuversweerd · Reygersfoort · Rhijnestein · Huis Rijswijk · Rode Toren · Roode Wald · Rosande · Rosendael · Rossum · Rumpt · Ruurlo · Rijsselt · Schadewijk · Schaffelaar · Scherpenzeel · Schoonbroek · Schoonderbeek · Schoonenburg · Schuilenburg · Schuilkerke · Hof te Seelbeek · Sevenaer I · Sevenaer II · Sinderen (Oude IJsselstreek) · Sinderen (Voorst) · Slangenburg · Sleeburg · Slimsijp · De Snor · Soelen · Spaansweerd · Spaldorp · Spijk · Staverden · Sterkenburg · Swanepol · Tarthorst · Teisterbant (Kerk-Avezaath) · Teisterbant (Kerkdriel) · Ter Dicke · Tolhuis · Tolhuis (Tiel) · Tollenburg · Tongerlo · Toren van Wely · Tuil · Ubbergen · Uilenburg (Ewijk) · Uilenburg (Heteren) · Ulenpas · Ulft · Upladen · Valburg · Valkhofburcht · Valkhofpalts · Vanenburg · Varik · Hof te Varsseveld · 't Velde · Velhorst · Verwolde · Vierakker · De Voorst · Voorstonden · Vorden · Vosbergen · Vredenburg · Vredestein (Driel) · Vredestein (Ravenswaaij) · Vuren · Waardenburg · Waddestein · Wadenoijen · Waede · Wageningen · Walfort · 't Waliën · De Wardt · Watergoor · Watermeerwijk · Wayenstein (Huis te Herwijnen) · Well (Huis van Malsen) · Weijenrade · Westenburg · Westerholt · Weurt · De Wiersse · Wijenburg (Echteld) · De Wildenborch · De Wildt · Wilp · Wilperhorst · Winssen · Wisch · Wychen · Wolfswaard · Woolbeek · Yrst · IJzendoorn · Zeeland · Zilveren Spijker · Zuilichem · Zwaluwenburg · Zwanenburg (Heerde) · Zwanenburg (Megchelen)